# Resultados do Carnaval do Rio de Janeiro em 1979
Nesta página estão listados os resultados dos concursos de escolas de samba, blocos de empolgação, blocos de enredo, blocos de sujo, frevos carnavalescos, ranchos carnavalescos e sociedades carnavalescas do carnaval do Rio de Janeiro do ano de 1979. Os desfiles foram realizados entre os dias 24 de fevereiro e 3 de março de 1979.
Com um desfile sobre a descoberta do Brasil, a Mocidade Independente de Padre Miguel conquistou seu primeiro título de campeã na elite do carnaval. O enredo "O Descobrimento do Brasil" foi desenvolvido pelo carnavalesco Arlindo Rodrigues, que conquistou seu sexto título no carnaval do Rio. Campeã dos três carnavais anteriores, a Beija-Flor ficou com o vice-campeonato. Apontada pelos críticos como favorita, a Portela se classificou em terceiro lugar com um desfile sobre o carnaval carioca. Última colocada, a Unidos de São Carlos seria rebaixada, mas o descenso foi cancelado.
O Grupo 1-B teve a vitória da Unidos de Vila Isabel. A escola foi promovida à primeira divisão junto com o vice-campeão, Império Serrano. Império da Tijuca conquistou o título do Grupo 2-A. Foi criada a quarta divisão das escolas de samba, sendo vencida pelos Foliões de Botafogo. Eles que Digam; Balanço da Mangueira; Grilo de Bangu; Os Fariseus; Mocidade da Mallet, foram os campeões dos blocos de empolgação. Xuxu Beleza de Irajá; Piranhas do Grotão; Custou mas Saiu; e Turma do Bolcetal venceram entre os blocos de sujo.
Quem Fala de Nós Não Sabe o Que Diz; Unidos da Vila Kennedy; Difícil É o Nome; Xuxu; Arame de Ricardo; Mocidade do Grajaú; Unidos da Laureano; Mocidade Unida do Estácio de Sá; Durinhos de Padre Miguel; Lambe Copo; Ases de Cascadura; Boca na Garrafa; Dilema da Vila de Ramos; e Silêncio do Amor foram os campeões dos grupos de blocos de enredo. Vassourinhas ganhou a disputa dos frevos. Aliados de Quintino foi o campeão dos ranchos. Diplomatas da Tiradentes venceu o concurso das grandes sociedades.

## Escolas de samba

### Grupo 1-A
A primeira divisão das escolas de samba foi renomeada de Grupo 1 para Grupo 1-A. O desfile foi organizado pela Associação das Escolas de Samba da Cidade do Rio de Janeiro (AESCRJ) e realizado na Rua Marquês de Sapucaí, a partir das 19 horas do domingo, dia 25 de fevereiro de 1979. O tempo máximo de desfile foi ampliado de 75 para 85 minutos. O desfile do Grupo 1-A foi aberto por Imperatriz Leopoldinense e Unidos de São Carlos, respectivamente vice-campeã e campeã do Grupo 2 do ano anterior. O desfile foi encerrado pela campeã do Grupo 1 do ano anterior, a Beija-Flor.
| Ordem dos desfiles |
| 1. Imperatriz Leopoldinense 2. Unidos de São Carlos 3. Estação Primeira de Mangueira 4. União da Ilha do Governador 5. Acadêmicos do Salgueiro 6. Mocidade Independente de Padre Miguel 7. Portela 8. Beija-Flor |

Quesitos e julgadores
As escolas foram avaliadas em nove quesitos, sendo Alegorias e Adereços, o de menor valor.
| Quesito | Quesito                      | Valor         | Julgador 1        | Julgador 2           |
| ------- | ---------------------------- | ------------- | ----------------- | -------------------- |
|         | Bateria                      | 5 a 10 pontos | Jonas Travassos   | Anselmo Mazzoni      |
|         | Harmonia                     | 5 a 10 pontos | Ademar Nóbrega    | Henrique Morelenbaum |
|         | Samba-Enredo                 | 5 a 10 pontos | Rildo Hora        | Lourival Faissal     |
|         | Mestre-Sala e Porta-Bandeira | 5 a 10 pontos | Marilene Ballardi | Maria Luiza Noronha  |
|         | Evolução                     | 5 a 10 pontos | Nelly Laporte     | Eduardo Sucena       |
|         | Fantasias                    | 5 a 10 pontos | Adilson Prado     | Ney Barrocas         |
|         | Enredo                       | 5 a 10 pontos | Cláudio Bojunga   | Neuza Fernandes      |
|         | Comissão de Frente           | 5 a 10 pontos | Calmon Diniz      | Germano Blum         |
|         | Alegorias e Adereços         | 1 a 5 pontos  | Sátiro Marques    | Emílio Castelar      |

#### Classificação
Mocidade Independente de Padre Miguel foi a campeã, conquistando seu primeiro título na elite do carnaval carioca. Com um desfile sobre a descoberta do Brasil, a Mocidade foi a sexta escola a se apresentar pelo Grupo 1-A de 1979. O enredo "O Descobrimento do Brasil" foi desenvolvido pelo carnavalesco Arlindo Rodrigues, que conquistou seu sexto título no carnaval do Rio de Janeiro. Campeã nos três anos anteriores, a Beija-Flor ficou com o vice-campeonato de 1979. A escola tentou o tetracampeonato com um desfile que associou o carnaval ao quadro surrealista O Jardim das Delícias Terrenas, do pintor Hieronymus Bosch. O enredo foi assinado pelo carnavalesco Joãosinho Trinta, campeão dos cinco carnavais anteriores. Apontada pela imprensa como favorita ao título, a Portela ficou classificada em terceiro lugar com um desfile sobre o carnaval carioca.
Estação Primeira de Mangueira foi a quarta colocada com uma apresentação sobre o cacau. Quinta colocada, a União da Ilha do Governador realizou um desfile sobre os bastidores das escolas de samba e do carnaval. Acadêmicos do Salgueiro ficou em sexto lugar com uma apresentação sobre a preservação da natureza. De volta à primeira divisão, a Imperatriz Leopoldinense se classificou em sétimo lugar com um desfile sobre o orixá Oxumarê. Campeã do Grupo 2 no ano anterior, Unidos de São Carlos obteve a última colocação com um desfile sobre as lendas dos índios karajás. A escola seria rebaixada, mas o descenso foi cancelado.
| Legenda: Desfile dos Campeões (Sapucaí) |

| Col. | Escola                                | Enredo                                                  | Carnavalesco(a)                                                      | Pontos |
| ---- | ------------------------------------- | ------------------------------------------------------- | -------------------------------------------------------------------- | ------ |
| 1    | Mocidade Independente de Padre Miguel | O Descobrimento do Brasil                               | Arlindo Rodrigues                                                    | 163    |
| 2    | Beija-Flor                            | O Paraíso da Loucura                                    | Joãosinho Trinta                                                     | 161    |
| 3    | Portela                               | Incrível, Fantástico, Extraordinário                    | Viriato Ferreira                                                     | 160    |
| 4    | Estação Primeira de Mangueira         | Avatar e a Selva Transformou-se em Ouro                 | Júlio Mattos                                                         | 159    |
| 5    | União da Ilha do Governador           | O que Será?                                             | Adalberto Sampaio                                                    | 154    |
| 6    | Acadêmicos do Salgueiro               | O Reino Encantado da Mãe Natureza Contra o Reino do Mal | Stoessel Cândido e Renato Lage                                       | 151    |
| 7    | Imperatriz Leopoldinense              | Oxumaré, a Lenda do Arco-íris                           | Mário Barcelos e Caetano Costa                                       | 140    |
| 8    | Unidos de São Carlos                  | Das Trevas ao Sol, Uma Odisséia dos Karajás             | Roberto Nascimento, Célia Oliveira, Elizabeth Filipecki e Paulo Luís | 138    |

### Grupo 1-B
A segunda divisão foi renomeada de Grupo 2 para Grupo 1-B. O desfile foi organizado pela AESCRJ e realizado na Rua Marquês de Sapucaí, a partir das 19 horas da segunda-feira, dia 26 de fevereiro de 1979.
| Ordem dos desfiles |
| 1. Caprichosos de Pilares 2. Unidos da Ponte 3. Unidos de Lucas 4. Unidos do Cabuçu 5. Arrastão de Cascadura 6. Unidos de Vila Isabel 7. Império Serrano 8. Arranco |

Quesitos e julgadores
As escolas foram avaliadas em nove quesitos. Alegorias e Adereços tinha o menor valor e apenas um julgador avaliando.
| Quesito | Quesito                      | Valor         | Julgador 1      | Julgador 2      |
| ------- | ---------------------------- | ------------- | --------------- | --------------- |
|         | Bateria                      | 5 a 10 pontos | José Teixeira   | Ernesto Martins |
|         | Harmonia                     | 5 a 10 pontos | Sérgio Silva    | Antônio Santana |
|         | Samba-Enredo                 | 5 a 10 pontos | Claudionor Cruz | Alberto Land    |
|         | Mestre-Sala e Porta-Bandeira | 5 a 10 pontos | Fernando Silva  | Irene Orazem    |
|         | Evolução                     | 5 a 10 pontos | Aída Marques    | Armando Nessi   |
|         | Fantasias                    | 5 a 10 pontos | Vanda Marques   | João das Neves  |
|         | Enredo                       | 5 a 10 pontos | Maria Augusta   | Marília Barbosa |
|         | Comissão de Frente           | 5 a 10 pontos | José Paixão     | Izito Ferreira  |
|         | Alegorias e Adereços         | 1 a 5 pontos  | Sérgio Ribeiro  | -               |

#### Classificação
Unidos de Vila Isabel foi a campeã, garantindo seu retorno à primeira divisão, de onde foi rebaixada no ano anterior. A escola homenageou o produtor Carlos Machado. Império Serrano ficou com o vice-campeonato por um ponto de diferença para a campeã. Com um desfile sobre os setenta anos do Theatro Municipal do Rio de Janeiro, a escola também garantiu seu retorno à primeira divisão, de onde foi rebaixada no ano anterior.
| Legenda: Promovidas ao Grupo 1-A |

| Col. | Escola                 | Enredo                                    | Carnavalesco(a)                                    | Pontos | Desempate        |
| ---- | ---------------------- | ----------------------------------------- | -------------------------------------------------- | ------ | ---------------- |
| 1    | Unidos de Vila Isabel  | Os Dourados Anos de Carlos Machado        | Fernando Costa e Sílvio Cunha                      | 163    | -                |
| 2    | Império Serrano        | Municipal Maravilhoso, 70 Anos de Glória  | Evandro de Castro Lima, Jorge Segundo e Di Menezes | 162    | -                |
| 3    | Arrastão de Cascadura  | Da Lapinha ao Coreto, Um Folguedo Popular | Ricardo Aquino e Cláudio de Souza                  | 140    | -                |
| 4    | Arranco                | Quem Conta Um Conto Aumenta Um Ponto      | Geraldo Cavalcanti                                 | 139    | Bateria (18 pts) |
| 5    | Unidos de Lucas        | O Rio de Janeiro em Tempo de Debret       | José Alves do Rio                                  | 139    | Bateria (15 pts) |
| 6    | Caprichosos de Pilares | Uruçumirim, Paraíso Tupinambá             | Paulo Machado e Dê Rodrigues                       | 133    | -                |
| 7    | Unidos do Cabuçu       | Gigante Negro da Abolição à República     | Wivaldo Antunes                                    | 128    | -                |
| 8    | Unidos da Ponte        | Sonho da Vovó                             | Mário Barcelos                                     | 118    | -                |

### Grupo 2-A
A terceira divisão foi renomeada de Grupo 3 para Grupo 2-A. O desfile foi organizado pela AESCRJ e realizado na Avenida Rio Branco, a partir das 20 horas e 45 minutos do domingo, dia 25 de fevereiro de 1979.
| Ordem dos desfiles |
| 1. Unidos do Uraiti 2. Unidos de Bangu 3. Independentes de Cordovil 4. Em Cima da Hora 5. Império do Marangá 6. Lins Imperial 7. Acadêmicos de Santa Cruz 8. Império da Tijuca 9. Acadêmicos do Engenho da Rainha 10. União de Jacarepaguá 11. Unidos do Jacarezinho 12. Tupy de Brás de Pina 13. São Clemente 14. Unidos da Tijuca |

#### Classificação
Império da Tijuca foi a campeã, garantindo seu retorno à segunda divisão, de onde foi rebaixada no ano anterior. A escola realizou um desfile sobre as três mulheres do orixá Xangô: Oyá, Oxum e Obá. Lins Imperial; Unidos da Tijuca; Império do Marangá; São Clemente e Unidos de Bangu também foram promovidas ao Grupo 1-B.
| Legenda: Promovidas ao Grupo 1-B * Sem informação disponível |

| Col. | Escola                          | Enredo                                   | Carnavalesco(a)                    | Pontos | Desempate        |
| ---- | ------------------------------- | ---------------------------------------- | ---------------------------------- | ------ | ---------------- |
| 1    | Império da Tijuca               | As Três Mulheres do Rei                  | Mário Barcelos                     | 93     | -                |
| 2    | Lins Imperial                   | A Guerra do Reino Divino                 | José Félix Garcez Netto            | 92     | Bateria (10 pts) |
| 3    | Unidos da Tijuca                | Brasil Canta e Dança                     | Geraldo Sobreira                   | 92     | Bateria (8 pts)  |
| 4    | Império do Marangá              | Os Verdes Mares de Iracema               | *                                  | 90     | -                |
| 5    | São Clemente                    | Louvação às Três Rainhas                 | Ivo da Rocha Gomes e Ricardo Ayres | 88     | -                |
| 6    | Unidos de Bangu                 | Brasil, Batucai Vossos Pandeiros         | Ernesto Nascimento                 | 85     | -                |
| 7    | Unidos do Jacarezinho           | Sai Azar, Pé de Pato, Mangalô Três Vezes | Gil Ricon                          | 83     | -                |
| 8    | Acadêmicos de Santa Cruz        | Afro-Brasileiro, Mundo Maravilhoso       | José Lima Galvão                   | 82     | Samba (9 pts)    |
| 9    | Independentes de Cordovil       | Tropicana Tropicália                     | *                                  | 82     | Samba (7 pts)    |
| 10   | Em Cima da Hora                 | Do Astro Rei à Rainha das Flores         | Ney Roriz                          | 81     | -                |
| 11   | União de Jacarepaguá            | 170 Anos de Banco do Brasil              | *                                  | 78     | Bateria (9 pts)  |
| 12   | Unidos do Uraiti                | Força da Vida                            | *                                  | 78     | Bateria (8 pts)  |
| 13   | Acadêmicos do Engenho da Rainha | O Carioca                                | *                                  | 77     | -                |
| 14   | Tupy de Brás de Pina            | Folia, Folia!                            | *                                  | 72     | -                |

### Grupo 2-B
Em 1979 foi criada a quarta divisão das escolas de samba. O grupo, denominado 2-B, teve seu desfile organizado pela AESCRJ e realizado na Avenida Rio Branco, a partir das 21 horas e 45 minutos da segunda-feira, dia 26 de fevereiro de 1979. Unidos de Cosmos seria a oitava escola a se apresentar, porém, devido à notícia da morte da esposa do seu presidente, a agremiação solicitou que fosse a última a desfilar.
| Ordem dos desfiles |
| 1. Unidos de Padre Miguel 2. Unidos da Zona Sul 3. Unidos de Manguinhos 4. Paraíso do Tuiuti 5. Império de Campo Grande 6. Grande Rio 7. Acadêmicos da Cidade de Deus 8. União de Vaz Lobo 9. Unidos de Nilópolis 10. Unidos da Vila Santa Tereza 11. Acadêmicos do Cachambi 12. Foliões de Botafogo 13. União de Rocha Miranda 14. Unidos de Cosmos |

#### Classificação
Foliões de Botafogo foi a campeã, garantindo seu retorno à terceira divisão, de onde foi rebaixada no ano anterior. Unidos de Nilópolis; Grande Rio; e União de Rocha Miranda também foram promovidas ao Grupo 2-A.
| Legenda: Promovidas ao Grupo 2-A * Sem informação disponível |

| Col. | Escola                       | Enredo                            | Carnavalesco(a)                                    | Pontos | Desempate       |
| ---- | ---------------------------- | --------------------------------- | -------------------------------------------------- | ------ | --------------- |
| 1    | Foliões de Botafogo          | Ceia aos Orixás                   | Jorge Fontoura                                     | 90     | -               |
| 2    | Unidos de Nilópolis          | Debret e os Vendedores Ambulantes | *                                                  | 87     | -               |
| 3    | Grande Rio                   | Imagens do Nordeste Místico       | José Lima Galvão                                   | 86     | -               |
| 4    | União de Rocha Miranda       | Desfile das Flores                | Wilson Miranda                                     | 80     | Bateria (9 pts) |
| 5    | Acadêmicos da Cidade de Deus | Rio, Cartão-postal do Brasil      | *                                                  | 80     | Bateria (8 pts) |
| 6    | Paraíso do Tuiuti            | Orlando Silva                     | Júlio Mattos                                       | 76     | -               |
| 7    | Unidos de Cosmos             | Bahia, Terra de Caymmi            | *                                                  | 74     | Bateria (9 pts) |
| 8    | Unidos de Manguinhos         | Reino do Ceará                    | *                                                  | 74     | Bateria (7 pts) |
| 9    | Unidos de Padre Miguel       | Orlando Silva                     | Guilherme Martins, Antônio Andrade e Djalma Santos | 72     | Bateria (9 pts) |
| 10   | Unidos da Zona Sul           | Além da Imaginação                | *                                                  | 72     | Bateria (8 pts) |
| 11   | Unidos da Vila Santa Tereza  | Os Índios e Seus Deuses           | Adolfo Sodré                                       | 70     | -               |
| 12   | Império de Campo Grande      | Passarela de Estrelas Coloridas   | *                                                  | 66     | -               |
| 13   | Acadêmicos do Cachambi       | Campos, Cidade Luz                | *                                                  | 65     | -               |
| 14   | União de Vaz Lobo            | Vinha Brasileira                  | Jorge Bithencourt                                  | 64     | -               |

## Blocos de empolgação
Os desfiles dos blocos de empolgação foram organizados pela Federação dos Blocos Carnavalescos do Estado do Rio de Janeiro (FBCERJ).

### Grupo A
O desfile do Grupo A foi realizado no sábado, dia 24 de fevereiro de 1979, na Rua Marquês de Sapucaí.

#### Classificação
Eles Que Digam e Balanço da Mangueira foram os campeões somando a mesma pontuação final.
| Legenda: Desfile dos Campeões (Sapucaí) Rebaixados para o Grupo B |

| Col. | Bloco                             | Pontos |
| ---- | --------------------------------- | ------ |
| 1    | Eles Que Digam                    | 40     |
| 1    | Balanço da Mangueira              | 40     |
| 2    | Bacanas da Piedade                | 39     |
| 3    | Amendoeira                        | 38     |
| 3    | O Feitiço É Nosso                 | 38     |
| 4    | Carinhoso de Bento Ribeiro        | 36     |
| 5    | Unidos de Oswaldo Cruz            | 35     |
| 5    | Avante de Guadalupe               | 35     |
| 6    | Império da Salsicha de Cavalcante | 34     |
| 7    | Pantera do Engenho da Rainha      | 33     |
| 8    | Tigre da Vila                     | 31     |
| 9    | Xavantes do Tingui                | 30     |
| 9    | Urubu Cheiroso                    | 30     |
| 10   | Coração das Meninas               | 29     |
| 11   | Q70 de Pilares                    | 27     |

### Grupo B
O desfile do Grupo B foi realizado na segunda-feira, dia 26 de fevereiro de 1979, na Avenida Graça Aranha.

#### Classificação
Grilo de Bangu foi o vencedor por um ponto de diferença para o vice-campeão. Os blocos Vigor de Padre Miguel e Zebra de Madureira não desfilaram.
| Legenda: Promovidos ao Grupo A |

| Col. | Bloco                           | Pontos |
| ---- | ------------------------------- | ------ |
| 1    | Grilo de Bangu                  | 40     |
| 2    | Independentes do Morro do Pinto | 39     |
| 3    | Caracol de Copacabana           | 38     |
| 4    | Bananas do Méier                | 37     |
| 4    | Unidos de Botafogo              | 37     |
| 5    | Xamego de Benfica               | 36     |
| 5    | Tubarão de Bento Ribeiro        | 36     |
| 6    | Xodó de Oswaldo Cruz            | 35     |
| 7    | Sufoco de Olaria                | 33     |
| 8    | Caciquinho de Inhoaíba          | 32     |
| 9    | Segura a Língua Falador         | 31     |
| 10   | Cafonas de Bonsucesso           | 30     |

### Grupo C
O desfile do Grupo B foi realizado na segunda-feira, dia 26 de fevereiro de 1979, na Avenida 28 de Setembro, em Vila Isabel.

#### Classificação
Os Fariseus foi o vencedor por um ponto de diferença para o vice-campeão. O bloco Pulo da Onça não desfilou.
| Legenda: Promovidos ao Grupo B |

| Col. | Bloco                           | Pontos |
| ---- | ------------------------------- | ------ |
| 1    | Os Fariseus                     | 39     |
| 2    | Sineta do Engenho Novo          | 38     |
| 3    | Escovão de Riachuelo            | 37     |
| 4    | Magnatas de Engenheiro Pedreira | 36     |
| 5    | Se Mistura Quem Pode            | 35     |
| 5    | Lelé da Cuca                    | 35     |
| 5    | Temporão de Cordovil            | 35     |
| 6    | Bafo do Gato                    | 33     |
| 7    | Mocidade de Pavuna              | 32     |
| 7    | Chuchu Beleza                   | 32     |
| 8    | Nasceu Mais Um                  | 31     |
| 9    | Onda Braba de Vista Alegre      | 28     |
| 10   | Parece que Bebe                 | 25     |
| 11   | Pinta e Borda                   | 24     |

### Grupo D
O desfile do Grupo D foi realizado na segunda-feira, dia 26 de fevereiro de 1979, na Avenida Nossa Senhora das Graças, em Ramos.

#### Classificação
Mocidade da Mallet foi o vencedor por um ponto de diferença para o vice-campeão. O bloco Unidos de Madureira não desfilou.
| Legenda: Promovidos ao Grupo C |

| Col. | Bloco                        | Pontos |
| ---- | ---------------------------- | ------ |
| 1    | Mocidade da Mallet           | 40     |
| 2    | Tigre de Bonsucesso          | 39     |
| 3    | Amores de Padre Miguel       | 38     |
| 3    | Razão de Viver               | 38     |
| 4    | Bafo da Zebra                | 35     |
| 5    | Unidos da Lapa               | 34     |
| 5    | Irajá Samba                  | 34     |
| 5    | Não Me Toque de Brás de Pina | 34     |
| 6    | Gavião da Tijuca             | 32     |
| 7    | Unidos da Vacaria            | 28     |
| 8    | Cheiroso da Penha            | 27     |
| 9    | Fusão e Samba de Jacarepaguá | 24     |
| 10   | Suate                        | 24     |

## Blocos de enredo
Os desfiles dos blocos de enredo foram organizados pela FBCERJ. A apuração dos resultados foi realizada na quinta-feira, dia 1 de março de 1979, no Pavilhão de São Cristóvão.

### Grupo 1-A
O desfile do Grupo 1-A foi realizado a partir das 20 horas e 20 minutos do sábado, dia 24 de fevereiro de 1979, na Rua Marquês de Sapucaí.

#### Classificação
Quem Fala de Nós não Sabe o que Diz foi campeão com um desfile sobre a Quinta da Boa Vista. Os últimos colocados foram rebaixados para o Grupo 1-B.
| Legenda: Desfile dos Campeões (Sapucaí) Rebaixados para o Grupo 1-B |

| Col. | Bloco                               | Enredo                                 | Pontos |
| ---- | ----------------------------------- | -------------------------------------- | ------ |
| 1    | Quem Fala de Nós Não Sabe o Que Diz | Um Domingo na Quinta                   | 166    |
| 2    | Unidos de São Cristóvão             | O Império da Deusa Fortuna             | 165    |
| 3    | Flor da Mina do Andaraí             | Cuidado Gente, que o Medo Vem Aí       | 162    |
| 4    | Vai Se Quiser                       | Maria Eterna... Eterna                 | 159    |
| 5    | Unidos do Cabral                    | Embaixadores do Dagomé                 | 159    |
| 6    | Canários das Laranjeiras            | A Graça de Rian na Velha República     | 157    |
| 7    | Unidos do Cantagalo                 | O Canto das Três Raças                 | 153    |
| 8    | Bafo do Bode                        | Homenagem a João de Barro, o Braguinha | 147    |
| 9    | Boêmios do Andaraí                  | Helelê no Ginga Ambangi                | 145    |
| 10   | Cometas do Bispo                    | Jardim da Vila                         | 138    |
| 11   | Unidos da Villa Rica                | Rio Dourado - Rio São Francisco        | 138    |
| 12   | Caprichosos de Bento Ribeiro        | Brasil-Integração                      | 134    |
| 13   | Bafo do Leão                        | Tuas Glórias, Padrinho                 | 127    |
| 14   | Quem Quiser Pode Vir                | A Dança das Cores na Chegada da Côrte  | 123    |

### Grupo 1-B
O desfile do Grupo 1-B foi realizado no sábado, dia 24 de fevereiro de 1979, na Avenida Rio Branco.

#### Classificação
Unidos da Vila Kennedy foi o campeão, sendo promovido ao Grupo 1-A junto com Cacareco Unidos do Leblon e Mocidade de Guararapes.
| Legenda: Promovidos ao Grupo 1-A Rebaixados para o Grupo 2-A |

| Col. | Bloco                                  | Enredo                           | Pontos |
| ---- | -------------------------------------- | -------------------------------- | ------ |
| 1    | Unidos da Vila Kennedy                 | Reis e Rainhas em Dias de Festas | 86     |
| 2    | Cacareco Unidos do Leblon              | O Sonho Apoteótico do Sambista   | 82     |
| 3    | Mocidade de Guararapes                 | Nação Maracatu                   | 82     |
| 4    | Embalo do Catete                       | Assombração                      | 80     |
| 5    | Namorar Eu Sei                         | E os Franceses Chegaram          | 80     |
| 6    | Boi da Freguesia da Ilha do Governador | Segredo das Águas Dançantes      | 80     |
| 7    | Alegria de Copacabana                  | Grande Otelo                     | 79     |
| 8    | Mocidade Independente de Inhaúma       | A Tróia Negra                    | 78     |
| 9    | Rosa de Ouro                           | Ceará, Fortaleza, Oh! Que Beleza | 76     |
| 10   | Mocidade de Vicente de Carvalho        | A Lenda de Sumé                  | 73     |
| 11   | Baba do Quiabo                         | Rio, Carnaval dos Carnavais      | 70     |
| 12   | Cara de Boi                            | O Pirata                         | 68     |

### Grupo 2-A
O desfile do Grupo 2-A foi realizado no sábado, dia 24 de fevereiro de 1979, na Avenida Atlântica, em Copacabana.

#### Classificação
Difícil É o Nome foi o campeão, sendo promovido ao Grupo 1-A. Embalo do Morro do Urubu não desfilou.
| Legenda: Promovidos ao Grupo 1-A / Desfile dos Campeões (Av. 28 de Setembro) Promovidos ao Grupo 1-B |

| Col. | Bloco                       | Enredo                                     | Pontos |
| ---- | --------------------------- | ------------------------------------------ | ------ |
| 1    | Difícil É o Nome            | Bahia Terra de Cultos e Deuses             | 88     |
| 2    | Deixa Comigo                | A Festa do Divino                          | 86     |
| 3    | Unidos da São Brás          | Bahia, Relicário de Tradições e Costumes   | 83     |
| 4    | Boêmios de Inhaúma          | Princesa Isabel                            | 82     |
| 5    | Boêmios da Vila Aliança     | Iara - A Sublime Deusa do Amor             | 82     |
| 6    | Rouxinol do Grotão da Penha | O Velho Guerreiro (Chacrinha)              | 81     |
| 7    | Mocidade de São Matheus     | Essa Nega Fulô                             | 81     |
| 8    | Mocidade do Lins            | A Natureza e seu Esplendor                 | 79     |
| 9    | Diplomatas de Anchieta      | Primavera, Reino Colorido de Beleza e Amor | 77     |
| 10   | Mocidade Unida do Tinguá    | Ao Cair da Noite na Floresta Encantada     | 76     |
| 11   | Samba Como Pode             | Carnaval Fantástico e Extraordinário       | 72     |

### Grupo 2-B
O desfile do Grupo 2-B foi realizado no sábado, dia 24 de fevereiro de 1979, na Avenida 28 de Setembro, em Vila Isabel.

#### Classificação
Xuxu foi o campeão, sendo promovido ao Grupo 1-B.
| Legenda: Promovido ao Grupo 1-B / Desfile dos Campeões (Av. 28 de Setembro) Promovidos ao Grupo 2-A |

| Col. | Bloco                      | Enredo                                     | Pontos |
| ---- | -------------------------- | ------------------------------------------ | ------ |
| 1    | Xuxu                       | ... E o Circo Chegou                       | 90     |
| 2    | Vem Como Pode              | Família                                    | 84     |
| 3    | Império de Botafogo        | Carnavais Através dos Tempos               | 83     |
| 4    | Imperial de Lucas          | Brasil Exportação, Fontes e Riquezas       | 82     |
| 5    | Unidos do Jardim Botânico  | Os Pioneiros do Pindorama                  | 82     |
| 6    | Força Jovem do Horto       | A Bahia Gira                               | 81     |
| 7    | Coroado de Jacarepaguá     | Samba Alegria de um Povo                   | 80     |
| 8    | Carinhoso de Vigário Geral | O Maravilhoso Mundo Submerso do Rei Netuno | 77     |
| 9    | Leão de Iguaçu             | Brasil Natureza Esplendor de Três Reinos   | 76     |
| 10   | Império da Gávea           | *                                          | 70     |
| 11   | Mocidade Peteca da Paraná  | Rio Carnaval e Samba                       | 65     |
| 12   | Infantes da Piedade        | Noel Rosa                                  | 62     |

### Grupo 3
O desfile do Grupo 3 foi realizado no sábado, dia 24 de fevereiro de 1979, na Avenida Nossa Senhora da Penha, na Penha.

#### Classificação
Arame de Ricardo foi campeão nos critérios de desempate, sendo promovido ao Grupo 2-B junto com Turma da Chupeta, Acadêmicos de Bento Ribeiro, Garrafal, Acadêmicos do Vidigal e Bloco do Barriga.
| Legenda: Promovido ao Grupo 2-B Rebaixados para o Grupo 4 * Sem informação disponível |

| Col. | Bloco                       | Enredo                          | Pontos |
| ---- | --------------------------- | ------------------------------- | ------ |
| 1    | Arame de Ricardo            | Carioca Sorriso Brasileiro      | 88     |
| 2    | Turma da Chupeta            | O Mago de Amaralinas            | 81     |
| 3    | Acadêmicos de Bento Ribeiro | O Encontro                      | 80     |
| 4    | Garrafal                    | Bahia em Festa do Bonfim        | 78     |
| 5    | Acadêmicos do Vidigal       | Das Nossas Raízes a Boa Mistura | 75     |
| 6    | Bloco do Barriga            | Saudade da Infância             | 72     |
| 7    | Mocidade de Camaré          | Epopéia de um Belo Festival     | 67     |
| 8    | Gavião de Brás de Pina      | O Mundo Encantado das Crianças  | 65     |
| 9    | Embaixadores da Paulo Ramos | Vida e Glória de Ataulfo Alves  | 64     |
| 10   | Amizade da Água Branca      | Festa do Maracatu               | 64     |
| 11   | Amar É Viver                | Mão do Ouro                     | 63     |
| 12   | Independente da Barão       | Moitará                         | 61     |
| 13   | Inocentes da Guarani        | História do Picadeiro           | 61     |
| 14   | Dragão de Irajá             | *                               | 61     |
| 15   | Unidos do Gramacho          | Negra Cafuza                    | 60     |
| 16   | Unidos da Fazenda           | Lenda do Cacique da Nação Goiás | 59     |
| 17   | Estrela do Bairro Magali    | Usos e Costumes de Um Povo      | 55     |
| 18   | Batutas de Cordovil         | Iracema                         | 51     |

### Grupo 4
O desfile do Grupo 4 foi realizado na Estrada da Água Grande, em Vista Alegre.

#### Classificação
Mocidade do Grajaú foi o campeão, sendo promovido ao Grupo 3 junto com Carinhoso da Penha Circular, Coração de Éden, Sai Como Pode e Hora Certa. O bloco Caprichosos da Z-1 não desfilou.
| Legenda: Promovido ao Grupo 3 Rebaixados para o Grupo 5 |

| Col. | Bloco                         | Enredo                                   | Pontos |
| ---- | ----------------------------- | ---------------------------------------- | ------ |
| 1    | Mocidade do Grajaú            | Bahia 2 de Fevereiro, Festa para Iemanjá | 90     |
| 2    | Carinhoso da Penha Circular   | Carnaval dos Carnavais                   | 88     |
| 3    | Coração de Éden               | Takumã, Pajé dos Kamaiurá                | 87     |
| 4    | Sai Como Pode                 | Duas Festas de Chico Rei                 | 87     |
| 5    | Hora Certa                    | Rio Sempre Rio                           | 85     |
| 6    | Corações Unidos de Bonsucesso | Bahia em Festa                           | 80     |
| 7    | Solta o Bicho                 | Brincadeiras e Sonhos da Criança         | 78     |
| 8    | Unidos do Parque Felicidade   | Delírio e Prazeres do Rio de Janeiro     | 77     |
| 9    | Surpresa de Realengo          | O Samba vai à Escola                     | 74     |
| 10   | Acadêmicos do Colégio         | O Poeta e a Natureza                     | 72     |
| 11   | Alegria de Padre Miguel       | *                                        | 70     |
| 12   | Mocidade da Camarista Méier   | Ganga Zumba                              | 66     |
| 13   | Unidos da Vila Jardim         | HULA, HULA, em Ritmo de Samba            | 63     |
| 14   | Estrela de Jacarepaguá        | Danças e Festa do Brasil                 | 60     |
| 15   | Gavião de Pilares             | *                                        | 54     |
| 16   | Suco de Camarão               | Primavera Amor e Flores                  | 53     |
| 17   | Bloco da Mocidade             | A Libertação                             | 52     |

### Grupo 5
O desfile do Grupo 5 foi realizado na Rua dos Topázios, em Rocha Miranda.

#### Classificação
Unidos da Laureano foi campeão nos critérios de desempate, sendo promovido ao Grupo 3 junto com Só Falta Você.
| Legenda: Promovido ao Grupo 3 Rebaixados para o Grupo 6 |

| Col. | Bloco                              | Enredo                                   | Pontos |
| ---- | ---------------------------------- | ---------------------------------------- | ------ |
| 1    | Unidos da Laureano                 | Orlando Silva, o cantor das multidões    | 81     |
| 2    | Só Falta Você                      | Samba... Samba...                        | 81     |
| 3    | Xodó das Meninas do Jardim América | Rio que Canta e Encanta                  | 80     |
| 4    | Arrastão de São João               | Chico Rei                                | 79     |
| 5    | Os Brasinhas                       | O Nascimento do Príncipe Negro           | 79     |
| 6    | Baixada do Sapo                    | Carnaval em Flores                       | 79     |
| 7    | Bloco do China                     | A Superstição                            | 77     |
| 8    | Império do Gramacho                | O Sonho do Poeta Carioca                 | 76     |
| 9    | União da Vila                      | Alegria, Alegria, Isto é Carnaval        | 74     |
| 10   | Alegria do Parque                  | Casa da Roça                             | 71     |
| 11   | Custou mas Saiu                    | Sítio do Pica Pau Amarelo                | 68     |
| 12   | Solidão de Cabuis                  | Da Orla, às Profundezas do Reino Marinho | 67     |
| 13   | Mataram Meu Gato                   | Primavera em Festa                       | 65     |
| 14   | Três Unidos do Lote XV             | Um Sonho de Carnaval                     | 64     |
| 15   | Brinca Quem Pode de Santa Tereza   | Na Mutreta dos Pontes Preta              | 64     |
| 16   | Sentinela de Pilares               | A Poesia de Velhos Carnavais             | 53     |

### Grupo 6
O desfile do Grupo 6 foi realizado na Avenida Nova Iorque, em Bonsucesso.

#### Classificação
Mocidade Unida do Estácio de Sá foi o campeão, sendo promovido ao Grupo 3. O bloco Globo de Ouro não desfilou.
| Legenda: Promovido ao Grupo 3 Rebaixados para o Grupo 7 |

| Col. | Bloco                           | Enredo                        | Pontos |
| ---- | ------------------------------- | ----------------------------- | ------ |
| 1    | Mocidade Unida do Estácio de Sá | Bahia Seus Costumes e Orixás  | 86     |
| 2    | Os Liberais do Andaraí          | Danças Folclóricas            | 83     |
| 3    | Estrela de Madureira            | Uma Festa no Mar              | 83     |
| 4    | Guerreiros do Goró              | A Primavera                   | 83     |
| 5    | Novo Horizonte                  | 250 anos da Festa da Penha    | 82     |
| 6    | Coroado de Santa Cruz           | Bahia Terra da Felicidade     | 76     |
| 7    | União da Ponte                  | *                             | 71     |
| 8    | Mamãe Não Deixa                 | Assim é o Carnaval            | 62     |
| 9    | Mocidade de Santa Margarida     | Pindorama Terra das Palmeiras | 55     |
| 10   | Mocidade do Pau-Ferro           | Amor e Fantasia               | 51     |
| 11   | Unidos do Bairro Central        | A Primavera                   | 36     |

### Grupo 7
O desfile do Grupo 7 foi realizado na Estrada do Cacuia, na Ilha do Governador.

#### Classificação
Durinhos de Padre Miguel foi o campeão, sendo promovido ao Grupo 3.
| Legenda: Promovido ao Grupo 3 Rebaixados para o Grupo 8 |

| Col. | Bloco                       | Enredo                                 | Pontos |
| ---- | --------------------------- | -------------------------------------- | ------ |
| 1    | Durinhos de Padre Miguel    | O Verão                                | 78     |
| 2    | Unidos da Venda Grande      | Guaratiba Quatrocentão                 | 74     |
| 3    | Unidos da Pereira da Silva  | A Praça                                | 72     |
| 4    | Veneno da Suburbana         | O que a Baiana tem                     | 71     |
| 5    | Periquito do Jardim América | O Carioca de Ontem e o Carioca de Hoje | 68     |
| 6    | Vê Se Me Entende            | Era um Menino                          | 60     |
| 7    | Amor a Natureza             | Um Sonho Colorido                      | 56     |
| 8    | Teimosos da Vila            | *                                      | 56     |
| 9    | Bem Amado                   | Salada de Frutas                       | 54     |
| 10   | Engrossa                    | Os Mistérios do Machado de Xangô       | 53     |
| 11   | Flor da Vila Norma          | A Lenda da Vitória Régia               | 44     |
| 12   | União da Vila Realengo      | Exaltação ao Café                      | 32     |

### Grupo 8
O desfile do Grupo 8 foi realizado na Rua Nerval de Gouveia, em Quintino.

#### Classificação
Lambe Copo foi o campeão, sendo promovido ao Grupo 3.
| Legenda: Promovido ao Grupo 3 |

| Col. | Bloco                                | Enredo                                          | Pontos |
| ---- | ------------------------------------ | ----------------------------------------------- | ------ |
| 1    | Lambe Copo                           | O Mundo Encantado dos Pássaros                  | 83     |
| 2    | Unidos de Edson Passos               | Tapera, a Índia Virou Lua                       | 79     |
| 3    | Nosso Sonho                          | É Deus no Céu e Bahia na Terra                  | 78     |
| 4    | Roda Quem Pode                       | O Amanhecer do Carnaval                         | 77     |
| 5    | Unidos de Anchieta                   | Sítio do Pica-Pau Amarelo                       | 65     |
| 6    | Anjos da Guarda                      | Maravilhas da Natureza                          | 61     |
| 7    | Dragão de Camará                     | Louvor a Senador Camará                         | 57     |
| 8    | Portelinha                           | Nascimento, Vida e Morte de Uma Deusa Guerreira | 57     |
| 9    | Colúmbia da Vila Proletária da Penha | Sorriso de Criança                              | 56     |
| 10   | Gavião da Baixada                    | As Aventuras de Tibicuera                       | 53     |
| 11   | Unidos da Nova Brasília              | Homenagem a Orlando Silva                       | 45     |
| 12   | Maravilha da Paciência               | O Pescador                                      | 35     |

### Grupo 9
O desfile do Grupo 9 foi realizado na Avenida Cônego de Vasconcelos, em Bangu.

#### Classificação
Ases de Cascadura foi o campeão, sendo promovido ao Grupo 6. O Bloco Mocidade Unida do Jardim América, cujo samba enredo "Rio de Janeiro, Cidade Maravilhosa" foi gravado no LP dos Blocos de Enredo de 1979, não desfilou.
| Legenda: Promovido ao Grupo 7 Promovidos ao Grupo 8 |

| Col. | Bloco                     | Enredo                                    | Pontos |
| ---- | ------------------------- | ----------------------------------------- | ------ |
| 1    | Ases de Cascadura         | Gau-Che Gau-Che                           | 79     |
| 2    | Unidos de Antares         | Passado de Glórias do Brasil              | 76     |
| 3    | Império de Bonsucesso     | Sargentelli Ôba Ôba 30 Anos de Ziriguidum | 69     |
| 4    | Independente              | Onde Canta o Sabiá                        | 68     |
| 5    | Unidos da Fronteira       | Sonho Colorido                            | 67     |
| 6    | Unidos da Roquete Pinto   | Bahia dos Meus Amores                     | 67     |
| 7    | Unidos da Catruz          | Catruz o Grande                           | 66     |
| 8    | Bafo do Cabrito           | A Primavera                               | 66     |
| 9    | Gente da Gente            | Os Negros Falam de Liberdade              | 64     |
| 10   | Vem Manso de Padre Miguel | Inesquecível Orlando Silva                | 63     |
| 11   | Flor do Bairro            | Marcílio Dias                             | 59     |

### Grupo 10
O desfile do Grupo 10 foi realizado na Rua Campo Grande, em Campo Grande.

#### Classificação
Boca na Garrafa foi o campeão, sendo promovido ao Grupo 6. O bloco Feitiço da Vila São José não desfilou.
| Legenda: Promovido ao Grupo 6 Promovidos ao Grupo 8 |

| Col. | Bloco                      | Enredo                               | Pontos |
| ---- | -------------------------- | ------------------------------------ | ------ |
| 1    | Boca na Garrafa            | O Guarani                            | 89     |
| 2    | Arrasta Povo               | O Rei da Folia                       | 82     |
| 3    | Aventureiros do Leme       | Rio Tropical                         | 79     |
| 4    | Fusão de Nilópolis         | Um Imperador de Braços Negros        | 77     |
| 5    | Acadêmicos do Engenho Novo | Primavera Maravilha da Natureza      | 76     |
| 6    | Bole-Bole                  | Lamento Negro                        | 76     |
| 7    | Paz e Amor                 | Das Raízes aos Frutos da Portela     | 74     |
| 8    | Passa a Régua de Bangu     | Primavera, Flor, Poesia e Amor       | 73     |
| 9    | Sangue Jovem               | Tributo Retiro dos Artistas          | 73     |
| 10   | Depois Te Explico          | Rio Bola de Mira, Brinquedo Tropical | 59     |
| 11   | Explosão da Vila Alzira    | Iara Feitiço de Uma Flor             | 45     |

### Grupo 11
O desfile do Grupo 11 foi realizado na Rua Felipe Cardoso, em Santa Cruz.

#### Classificação
Dilema da Vila de Ramos foi o campeão, sendo promovido para o Grupo 6. O bloco Acadêmicos de Vila Rosali não desfilou.
| Legenda: Promovido ao Grupo 6 Promovidos ao Grupo 9 |

| Col. | Bloco                         | Enredo                           | Pontos |
| ---- | ----------------------------- | -------------------------------- | ------ |
| 1    | Dilema da Vila de Ramos       | Brasileirinho                    | 90     |
| 2    | Unidos da Galeria             | Lamartine Babo, Rei do Carnaval  | 86     |
| 3    | Dragões de Nilópolis          | Bambuza, General dos Palmares    | 84     |
| 4    | Gaviões de Jacarepaguá        | Nêga Fulô                        | 79     |
| 5    | Passo do Ganso                | O Negro na Cultura Brasileira    | 77     |
| 6    | Balanço do Jardim Palmares    | Zumba no Quilombo dos Palmares   | 72     |
| 7    | Chamego de Turiaçu            | Festa na Senzala (Dia 13 chegou) | 69     |
| 8    | Império do Gato               | Brasil na Primavera              | 66     |
| 9    | Cascudo de Rocha Miranda      | Vida na Tribo dos Carajás        | 64     |
| 10   | Acadêmicos do Parque Anchieta | O Grande Mestre José de Anchieta | 54     |
| 11   | Demorei mas Cheguei           | Rio de Janeiro                   | 53     |

### Grupo extra
O desfile do Grupo extra foi realizado na Ilha de Paquetá.
| Col. | Bloco               | Enredo                 | Pontos |
| ---- | ------------------- | ---------------------- | ------ |
| 1    | Silêncio do Amor    | Sonho de um Pierrot    | 83     |
| 2    | Unidos de São Roque | O Marinheiro me contou | 74     |

## Blocos de sujo
Os desfiles dos blocos de sujo foram organizados pela FBCERJ.

### Grupo A
O desfile do Grupo A foi realizado na terça-feira, dia 27 de fevereiro de 1979, na Avenida Rio Branco.

#### Classificação
Xuxu Beleza de Irajá foi o campeão. Os blocos Bicho Solto, Estrela do Bairro Alegria e Zorro não desfilaram.
| Col. | Bloco                   | Pontos |
| ---- | ----------------------- | ------ |
| 1    | Xuxu Beleza de Irajá    | 60     |
| 2    | Beco do Sorriso         | 57     |
| 3    | Copo de Ramos           | 46     |
| 4    | Alegria de Santa Tereza | 36     |
| 5    | Quem É Quem             | 28     |

### Grupo B
O desfile do Grupo B foi realizado no domingo, dia 25 de fevereiro de 1979, na Rua Aimoré, na Penha.

#### Classificação
Piranhas do Grotão foi o vencedor.
| Col. | Bloco              | Pontos |
| ---- | ------------------ | ------ |
| 1    | Piranhas do Grotão | 48     |
| 2    | Império do Gato    | 42     |
| 3    | Copo de Ramos      | 37     |
| 4    | Não Dá Mais Tempo  | 36     |
| 5    | Quem É Quem        | 33     |

### Grupo C
O desfile do Grupo C foi realizado no domingo, dia 25 de fevereiro de 1979, na Avenida João Ribeiro, em Pilares.

#### Classificação
Turma do Bolcetal foi o vencedor.
| Col. | Bloco                     | Pontos |
| ---- | ------------------------- | ------ |
| 1    | Turma do Bolcetal         | 45     |
| 2    | Nasceu Mais Um            | 43     |
| 3    | Zé Pereira de Ramos       | 36     |
| 4    | Beco do Sorriso           | 33     |
| 5    | Turma do Gato             | 33     |
| 6    | Tubarão de Vila Valqueire | 32     |
| 7    | Pitulorinol               | 27     |

### Grupo D
O desfile do Grupo D foi realizado na segunda-feira, dia 26 de fevereiro de 1979, na Avenida 28 de Setembro, em Vila Isabel.

#### Classificação
Custou mas Saiu foi o vencedor. Os blocos E o Vento Levou, Faz o que Diz, e Não Quero mas Saio não desfilaram.
| Col. | Bloco                   | Pontos |
| ---- | ----------------------- | ------ |
| 1    | Custou mas Saiu         | 41     |
| 2    | Imortais de Vila Isabel | 39     |
| 3    | Unidos do Aldeão        | 29     |
| 4    | Quem É Quem             | 26     |
| 5    | Bicho Solto             | 22     |
| 6    | Beco do Sorriso         | 12     |

## Frevos carnavalescos
O desfile dos clubes de frevo foi realizado na Avenida Rio Branco, entre as 18 horas e 30 minutos e as 20 horas e 30 minutos do sábado, dia 24 de fevereiro de 1979. Cerca de dez mil pessoas acompanharam as apresentações.
Quesitos e julgadores
A comissão julgadora foi formada por cinco personalidades escolhidas pela Riotur. Os clubes foram avaliados em cinco quesitos com notas de um a dez.
| Quesito | Quesito               | Julgador                    |
| ------- | --------------------- | --------------------------- |
|         | Evolução              | Myriam Pérsia               |
|         | Fantasias             | Sérgio Rodrigues de Freitas |
|         | Música                | Glauco Ferreira             |
|         | Conjunto de Passistas | Emílio Martins              |
|         | Enredo                | Carlos Dittert              |

### Classificação
Vassourinhas foi o campeão com um desfile sobre o café.
| Legenda: Desfile dos Campeões (Av. Rio Branco) |

| Col. | Frevo                         | Enredo                            | Pontos | Desempate      |
| ---- | ----------------------------- | --------------------------------- | ------ | -------------- |
| 1    | Vassourinhas                  | Sua Majestade o Café              | 55     | -              |
| 2    | Misto Toureiros               | Eta Moleque Bamba                 | 48     | Música (8 pts) |
| 3    | Bola de Ouro                  | Frevos, Bolas e Cores             | 48     | Música (7 pts) |
| 4    | Lenhadores                    | Recordando os Carnavais de Recife | 47     | -              |
| 5    | Pás Douradas                  | Estrela Azul                      | 44     | -              |
| 6    | Batutas da Cidade Maravilhosa | Ano Internacional da Criança      | 40     | -              |

## Ranchos carnavalescos
O desfile dos ranchos foi realizado na Avenida Rio Branco a partir das 19 horas e 30 minutos da terça-feira, dia 27 de fevereiro de 1979. Cada agremiação teve 20 minutos para se apresentar.

### Classificação
Aliados de Quintino foi o campeão.
| Legenda: Desfile dos Campeões (Av. Rio Branco) |

| Col. | Rancho                   | Pontos | Desempate             |
| ---- | ------------------------ | ------ | --------------------- |
| 1    | Aliados de Quintino      | 70     | -                     |
| 2    | Império de São Cristóvão | 65     | -                     |
| 3    | Recreio da Saúde         | 64     | -                     |
| 4    | Flor de Madureira        | 63     | -                     |
| 5    | Lira de Vila Isabel      | 59     | -                     |
| 6    | Unidos do Cunha          | 57     | -                     |
| 7    | Parasitas de Ramos       | 53     | -                     |
| 8    | Azulões da Torre         | 52     | Marcha-Rancho (8 pts) |
| 9    | Independentes de Catumbi | 52     | Marcha-Rancho (7 pts) |
| 10   | União dos Caçadores      | 50     | -                     |

## Sociedades carnavalescas
O desfile das grandes sociedades foi realizado após a passagem dos ranchos, na madrugada da quarta-feira, dia 28 de fevereiro de 1979, na Avenida Rio Branco.
Quesitos e julgadores
A sociedades foram avaliadas em quatro quesitos com notas de um a dez.
| Quesito | Quesito               | Julgador 1         | Julgador 2        |
| ------- | --------------------- | ------------------ | ----------------- |
|         | Conjunto de Alegorias | João D'Ângelo      | Vicente de Pérsia |
|         | Cenografia            | Jorge Salles       | Elias João Kaiuca |
|         | Iluminação            | Manuel Peixoto     | José Bertelli     |
|         | Guarda-Roupa          | João Carlos Zitter | Adeir Colpas      |

### Classificação
Diplomatas da Tiradentes foi campeão nos critérios de desempate. Os Diplomatas desfilaram com o enredo "Rio Antigo".
| Legenda: Desfile dos Campeões (Av. Rio Branco) |

| Col. | Sociedade                | Pontos | Desempate                      |
| ---- | ------------------------ | ------ | ------------------------------ |
| 1    | Diplomatas da Tiradentes | 73     | Conjunto de Alegorias (16 pts) |
| 2    | Turunas de Monte Alegre  | 73     | Conjunto de Alegorias (13 pts) |
| 3    | Pierrot das Cavernas     | 72     | -                              |
| 4    | Clube dos Lordes         | 70     | -                              |
| 5    | Clube dos Embaixadores   | 68     | -                              |
| 6    | Embaixada do Sossego     | 62     | -                              |
| 7    | Clube dos Independentes  | 50     | -                              |
| 8    | Clube dos Fenianos       | 46     | -                              |
| 9    | Filhos de Ébano          | 40     | -                              |

## Desfile dos Campeões

### Marquês de Sapucaí
O Desfile dos Campeões realizado na Rua Marquês de Sapucaí teve início às 21 horas do sábado, dia 3 de março de 1979. Cerca de 50 mil pessoas acompanharam o evento. Pela primeira vez foram vendidos ingressos para o desfile dos vencedores. A Beija-Flor, que por ser vice-campeã do Grupo 1-A estava programada para desfilar, se recusou a participar alegando não concordar com a cobrança de ingressos. Vice-campeão do Grupo 1-B, o Império Serrano também não participou.
| Ordem dos desfiles |
| 1. Balanço da Mangueira 2. Eles Que Digam 3. Bacanas da Piedade 4. Unidos de São Cristóvão 5. Quem Fala de Nós Não Sabe o Que Diz 6. Unidos de Vila Isabel 7. Mocidade Independente de Padre Miguel |

### Avenida Rio Branco
O desfile da Avenida Rio Branco foi realizado na noite do sábado, dia 3 de março de 1979. Participaram do desfile as duas escolas mais bem colocadas dos grupos 2-A e 2-B e os vencedores dos concursos de blocos, frevos, ranchos e sociedades.
| Ordem dos desfiles |
| 1. Vassourinhas 2. Aliados de Quintino 3. Diplomatas de Tiradentes 4. Cacareco Unidos do Leblon 5. Unidos da Vila Kennedy 6. Unidos de Nilópolis 7. Lins Imperial 8. Império da Tijuca 9. Foliões de Botafogo |

### Avenida 28 de Setembro
O desfile da Avenida 28 de Setembro foi realizado na noite do sábado, dia 3 de março de 1979. Participaram do desfile somente blocos.
| Ordem dos desfiles |
| 1. Mocidade da Mallet 2. Os Fariseus 3. Fala Meu Louro 4. Grilo de Bangu 5. Mocidade do Grajaú 6. Arame de Ricardo 7. Xuxu 8. Difícil É o Nome |